# Estado de Amadi
Amadi fue un estado de Sudán del Sur que existió entre el 2 de octubre de 2015 y el 22 de febrero de 2020. El estado de Amadi se formó a partir del estado de Ecuatoria Occidental el 2 de octubre de 2015, luego de un decreto que estableció un total de 28 estados. Estaba ubicado en la región de Ecuatoria. El estado de Amadi limitaba con los estados de Lagos Oriental, Jubek, Maridi, Terekeka, Lagos Occidental y Río Yei.

## Historia
Antes de que los 10 estados originales de Sudán del Sur se dividieran en 28 estados separados, Amadi era parte del estado de Ecuatoria Occidental. El 2 de octubre de 2015, el presidente Salva Kiir emitió un decreto creando 28 estados en lugar de los 10 estados establecidos constitucionalmente. Los nuevos estados seguían en gran parte líneas étnicas. Varios partidos de oposición y grupos de la sociedad civil impugnaron la constitucionalidad del decreto. Kiir luego resolvió llevarlo al parlamento para su aprobación como enmienda constitucional. En noviembre, el parlamento de Sudán del Sur autorizó al presidente Kiir a crear nuevos estados.
Joseph Ngere Paciko fue el primer y único gobernador del estado.

## Geografía
El estado de Amadi estaba ubicado en la región de Ecuatoria y limitaba con los estados de Lagos Oriental al noreste, Jubek al sureste, Maridi al oeste, Terekeka al este, Lagos Occidental al noroeste, y Río Yei.

### Divisiones administrativas
El estado constaba de 3 condados. Estos tres condados eran Mundri Occidental, Mundri Oriental y Mvolo. 

### Ciudades y pueblos
La capital del estado de Amadi era la ciudad de Mundri, Sudán del Sur. Mundri está ubicado en el condado de Mundri Occidental, con una población estimada de 20 000 a 30 000 en 2015. Otras ciudades y pueblos en el estado de Amadi incluyen:
- Lui (también conocido como Nagero Lui)
- Kotobi
- Jambo
- Diko
- Karica
- Kediba
- Bari
- Bangolo
- Wandi
- Lacha
- Lanyi
- Lakamadi
- Doso
- Gulú
- Lozoa
- Kalichere
- Madiba
- Wiro